# Dev-C++
Dev-C++ — свободная интегрированная среда разработки приложений для языков программирования C/C++. В дистрибутив входит компилятор MinGW. Сам Dev-C++ написан на Delphi. Распространяется согласно GPL.  Автор проекта Колин Лаплас, компания Bloodshed Software. До 30 июля 2001 года разрабатывался Linux-порт (версия 0.7.0). Однако разработчики решили ограничиться разработкой продукта под Windows. Последняя версия оригинального Dev-C++ вышла в феврале 2005 года.
Разработкой форка под названием Orwell Dev-C++ занимался Johan Mes (Orwell) до апреля 2015 года.
Также разрабатывался порт интерфейса Dev-C++ на wxWidgets — wxDev-C++. Проект заброшен.
В настоящее время разработка продолжается компанией Embarcaderо в виде форка Embarcadero Dev-C++, что подтверждается ссылкой на сайте Bloodshed Software.
Embarcadero Dev-C++ — это новый и улучшенный форк Bloodshed Dev-C++ и Orwell Dev-C++. Это полнофункциональная IDE и редактор кода для языка программирования C/C++. В качестве компилятора он использует порт MinGW для GCC (GNU Compiler Collection). Embarcadero Dev-C++ также можно использовать в сочетании с Cygwin или любым другим компилятором на основе GCC. Разработка этого форка проводится с использованием актуальной версии Embarcadero Delphi.